# O crimă anunțată
O crimă anunțată este un roman polițist scris de către scriitoarea britanică Agatha Christie și publicată pentru prima dată în Marea Britanie de către Collins Crime Club în iunie 1950  și în Statele Unite ale Americii de către Dodd, Mead and Company în aceeași lună. Ediția din Marea Britanie putea fi cumpărată la prețul de opt șilingi și șase pence, iar ediția din Statele Unite la 2,5 dolari.
Romanul are ca personaj principal pe Miss Marple și este considerat un roman polițist clasic.

## Istoricul publicațiilor
- 1950, Collins Crime Club (London), June 1950, Hardcover, 256 pp
- 1950, Dodd Mead and Company (New York), June 1950, Hardcover, 248 pp
- 1951, Pocket Books (New York), Paperback, 229 pp
- 1953, Fontana Books (Imprint of HarperCollins), Paperback, 191 pp
- 1958, Pan Books, Paperback, 204 pp (Great Pan 144)
- 1965, Ulverscroft Large-print Edition, Hardcover, 246 pp
- 1967, Greenway edition of collected works (William Collins), Hardcover, 288 pp
- 1967, Greenway edition of collected works (Dodd Mead), Hardcover, 288 pp
- 2005, Marple Facsimile edition (Facsimile of 1950 UK first edition), 7 noiembrie 2005, Hardcover ISBN 0-00-720846-4